# FIFA 20
A FIFA 20 egy futballszimulációs videojáték, amelyet az Electronic Arts adott ki a FIFA-sorozat részeként. Ez a sorozat 27. része, és 2019. szeptember 27-én jelent meg Microsoft Windowsra, PlayStation 4-re, Xbox One-ra és Nintendo Switchre. Ez az első olyan játék a franchise-ban, amelynek nincs Xbox 360-as verziója, és a FIFA 07 óta a PlayStation 3-as verziója sem.
A Real Madrid szélsője, Eden Hazard lett a Standard Edition új címlapsztárja, a Liverpool védője, Virgil van Dijk pedig a Champions Edition címlapján szerepel. A Juventus és a Real Madrid korábbi középpályását, Zinédine Zidane-t később az Ultimate Edition címlapsztárjának nevezték ki.
A játékban most először jelenik meg a VOLTA Football, egy új játékmód, amely a hagyományos 11v11-es játék változatosságát kínálja, és a kispályás utcai és futsal játékokra összpontosít. A mód hasonlóságokat mutat a korábbi FIFA Street-sorozathoz.

## Tulajdonságok
A FIFA 20 játékmenetbeli változásai elsősorban a VOLTA Football nevű új funkcióra összpontosítanak. A mód, ami portugálul "visszatérést" jelent, a FIFA Street sorozathoz hasonlóan a FIFA-sorozathoz kapcsolódó hagyományos mérkőzések helyett az utcai futballra összpontosít. Több lehetőséget is tartalmaz a három a három, négy a négy és öt az öt elleni mérkőzésekre, valamint a profi futsal szabályokkal való játékra. A mód ugyanazt a motort fogja tartalmazni, de a hangsúlyt inkább az ügyességre és az önálló játékra helyezi, mint a taktikai vagy csapatjátékra.
A játékosok emellett nemek, ruházat, cipők, kalapok, kiegészítők és tetoválások alapján is létrehozhatják egyéni játékosukat. Miután a FIFA 19-ben befejeződött a "The Journey" című háromrészes sorozat, a játékosok most a VOLTA Footballban is végigkövethetik a hasonló történetet feldolgozó módot, amelyet a játékos saját karakterével játszana. Alex Hunter is feltűnik a játékban, ügynökével, Beatriz Villanovával együtt.
A hagyományos 11 a 11 elleni játékmódban is változtattak, hogy több egy az egy elleni játékra és labdán kívüli térszerzésre ösztönözzenek. Új büntető- és szabadrúgás-mechanikát vezettek be, és frissítették a labdafizikát.
A VOLTA Football 17 helyszínt foglal magában, amelyek mindegyike egyedi élményt nyújt. Az általános raktárépület és parkoló mellett a VOLTA Football valós városokban található helyszíneket is tartalmaz: Amszterdam, Barcelona, Berlin, Buenos Aires, Fokváros, Lagos, London, Los Angeles, Mexikóváros, Miami, New York, Párizs, Rio de Janeiro, Róma és Tokió.
A kommentátorok ismét Martin Tyler és Alan Smith, valamint Derek Rae és Lee Dixon váltják egymást minden versenyen, Alan McInally pedig a meccs közbeni eredményekről, Geoff Shreeves pedig a sérülésekről tájékoztat.
Minden játékosnak megvan a saját értékelése, Lionel Messi 94-es értékkel a legmagasabb értékelést kapta a játékban.

### Pro clubs
A pro clubs egy játékmód a FIFA 20-ban, ahol a játékosok személyre szabott profikat hozhatnak létre, és egy csapatban versenyezhetnek más csapatok ellen online. A cél a divíziókban való feljebbjutás, a 10. divízióban kezdve és felfelé haladva az 1-es divízióért.

### Ultimate Team
Az Ultimate Team 88 ikonjátékost tartalmaz, köztük 15 újjat. Carlos Alberto, John Barnes, Kenny Dalglish, Didier Drogba, Michael Essien, Garrincha, Pep Guardiola, Kaká, Ronald Koeman, Andrea Pirlo, Ian Rush, Hugo Sánchez, Ian Wright, Gianluca Zambrotta és Zinedine Zidane mindannyian először szerepelnek ikonként.
Két új játékmód – a King of the Hill és a Mystery Ball – is bekerült az Ultimate Teambe, miután korábban már szerepeltek a kick-off módban.  Mystery Ball a támadó oldalnak ad erősítést a passzoláshoz, a lövéshez, a cselezéshez, a sebességhez vagy az összes attribútumhoz, kiszámíthatatlanná téve minden mérkőzést. A King of the Hill segítségével a játékosok a pálya egy véletlenszerűen generált zónájában harcolnak a labdabirtoklásért, hogy növeljék a következő gól értékét. Az Ultimate Team egy új, dedikált felszerelést is tartalmaz, amely a Premier League No Room for Racism kampányát támogatja.

### Karrier mód
A karrier mód a közösségtől kapott visszajelzések alapján néhány jelentős frissítést kapott – elsősorban a menedzser mód. Az újdonságok közé tartoznak a teljesen interaktív sajtókonferenciák és a játékosokkal folytatott beszélgetések, a továbbfejlesztett játékos-morál rendszer, amely hatással lehet a csapat vagy az egyes játékosok statisztikáira, teljesítményszintjére és a menedzserrel való kapcsolatra. A menedzser megjelenésének és nemének teljes körű testreszabhatósága, egy új dinamikus játékos-potenciál rendszer, élő hírek képernyőképek, ligaorientált UI és új tárgyalási környezetek.

### VOLTA Football
A "Revvy" becenévre hallgató játékos sikeresen próbálkozik a "J10" utcai focicsapatnál, amelyet a legendás utcai focista, Jason "Jayzinho" Quezada után neveztek el. A J10 álma, hogy megnyerje a Buenos Aires-i világbajnokságot, szertefoszlik, amikor Jayzinho olyan sérülést szenved, amely több hónapra kiesik a pályáról. Míg Revvy és Sydney "Syd" Ko úgy döntenek, hogy maradnak a csapatban, a többi játékos úgy látja, hogy Jayzinho nélkül nincs esélyük a győzelemre, és kilépnek. Jayzinho azt tervezi, hogy lemond egy Tokióban megrendezésre kerülő tornáról, amelyet a másik legenda, Kotaro Tokuda szervez. Revvy meggyőzi Jayzhinót, hogy Kotaro találjon egy harmadik pótjátékost, hogy teljesüljön a versenyen a három játékosra vonatkozó követelmény.
Tokióban Kotaro bemutatja a harmadik játékost, aki csatlakozik Revvyhez és Sydhez a pályán. A J10 meglepetésére egyik korábbi csapattársuk, Peter Panna az ellenfél csapatában játszik. Miután legyőzték a csapatát, és megnyerték a tornát, Peter bocsánatot kér a távozásáért, és visszahívják a J10-be, ami után Kotaro csapata ellen játszanak egy bemutatót.
A J10 Amszterdamba utazik, hogy a legendás játékossal, Edward Van Gilsszel edzzenek, és megtalálják korábbi csapattársukat, Big T-t is. Big T kihívja a J10-et, hogy öt egymást követő meccset játsszanak és nyerjenek meg, amit teljesítenek is. J10 legyőzi Big T csapatát, és Revvy megkéri őt, hogy csatlakozzon újra a J10-hez. Ezután a J10 a legendás utcai focista, Rocky Hehakaija csapata ellen játszik.
Jayzinho Rio de Janeiróba küldi a J10-et, hogy toborozza a korábbi tagot, Bobbi Pillayt. Bobbi helyi fiatalokat edzett utcai focira, és meghívja a J10-et, hogy játsszanak ellene és tanítványai ellen, és beleegyezik, hogy győzelem esetén visszatér a J10-be. A győzelem után Vinícius Júnior és a legendás utcai játékos, Issy Hitman játszik a J10 ellen.
A J10 győzelmi szériájának és Syd közösségi médiakampányának köszönhetően Revvy meghívást kap a rangos Pro Street Invitational versenyre New Yorkba Alex Hunter ügynöke, Beatriz Villanova által. Emellett a J10 helyet szerez a világbajnokságon.
A Pro Street Invitationalon Revvy megtudja, hogy eredetileg Jayzinho lett volna a meghívott, de sérülése miatt Revvy helyettesítette. Több profi labdarúgó mellett és ellen játszva Revvy nagy felhajtással megnyeri a tornát, de Jayzinho azzal vádolja, hogy aláássa a vezetését és ellopja a dicsőségét.
A világbajnokságon Revvy felfedezi, hogy Jayzinho egy olyan csapattal nevezett be a tornára, amely az összes legendás utcai játékosból áll, akik ellen játszottak. Ráadásul Jayzinho visszakövetelte a J10 nevet az új csapata számára, ami arra készteti Revvy-t, hogy új nevet válasszon a saját csapatának, amely alatt játszani fog.
Ahogy Revvy csapata előrehalad a bajnokságban, Beatriz felajánlja, hogy képviseli Revvy-t, és bejuttatja őket egy profi csapatba. Ez a fejlemény felzaklatja Sydet, mivel azt feltételezi, hogy Revvy elhagyja őt, ahogy a többi csapattársuk tette. Revvy elárulja, hogy mielőtt csatlakoztak volna a J10-hez, több profi csapattól is szerződést ajánlottak nekik, de az ajánlatokat visszavonták, miután Revvy depresszióba esett a húga hirtelen halála után. Revvy megköszöni Sydnek, hogy segített nekik leküzdeni a depressziójukat azzal, hogy emlékeztette őket rá, amit Syd nagyra értékel.
Revvy csapata legyőzi a J10-et, és világbajnok lesz. Revvy meghívja Jayzinhót, hogy emelje fel a trófeát az ünnepségen, nyilvánosan elismeri, hogy ő alapította a J10-et és mentorálta őket. Jayzinho kibékül Revvyvel, és elfogadja Vinícius Júnior ajánlatát, hogy utcai bajnokságokat rendezzen szerte a világon, míg Revvy visszautasítja Beatriz ajánlatát, és inkább Syddel együtt folytatja az utcai focit a J10-ben.

### Licencek
A játék több mint 30 hivatalosan engedélyezett ligát, több mint 700 klubot és több mint 17 000 játékost tartalmaz. A FIFA történetében először került be a játékba a román Liga I és annak 14 csapata, valamint az emírségekbeli Al Ain klub, amely a régió szurkolóinak kérésére került be a játékba
A Juventus, a Boca Juniors és a River Plate nem szerepelnek, miután exkluzív partnerségi megállapodást kötöttek az eFootball PES 2020-zal. Ennek eredményeképpen ehelyett Piemonte Calcio (Juventus), Buenos Aires (Boca Juniors) és Núñez (River Plate) néven szerepelnek. Bár ezek a csapatok a játékosok képmását viselik, hivatalos jelvényeik és felszereléseik nem licenceltek, így azokat az EA Sports által készített egyedi dizájnokkal helyettesítik. A három csapat stadionjait, a Juventus Stadiont, a La Bombonera-t és az El Monumental-t szintén általános stadionok helyettesítik a játékban. A Bayern München licencelt játékosokkal és szerelésekkel szerepel a játékban, de a hazai stadionjuk, az Allianz Arena nélkül, amely történetesen szintén exkluzív licencben szerepel a PES 2020 számára.
A FIFA 20 megtartja a UEFA Bajnokok Ligája, a UEFA Európa Liga és a UEFA Szuperkupa kizárólagos licenceit, amelyeket először a FIFA 19-ben található. A megállapodás hiteles közvetítési csomagokat, márkajelzéseket és egyedi kommentárokat is tartalmaz. Emellett a Copa Libertadores, a Copa Sudamericana és a Recopa Sudamericana is megjelenik a játékban egy 2020. március 13-án megjelenő frissítésen keresztül.
Az EA az ITV-vel is megállapodást kötött a 2020. június 10-i frissítésben szereplő Soccer Aid márkajelzés használatára, amely FUT-ikonokat tartalmaz a Kick-Offban. 

### Stadionok
A FIFA 20-ban 15 ország 90 teljesen engedélyezett stadionja, valamint 29 sima stadion található. A Sheffield United feljutását követően a Bramall Lane is bekerült a játékba, így minden Premier League-csapat rendelkezik a saját stadionjával. Három új spanyol stadion is bekerült: Estadio El Alcoraz (az SD Huesca otthona), Estadio De Vallecas (a Rayo Vallecano otthona) és Estadio José Zorrilla (a Real Valladolid otthona).
Egy átfogó új licencszerződés részeként 13 új stadion a Bundesligában és a 2. Bundesligában. Ezek közé tartozik a BayArena (a Bayer 04 Leverkusen otthona), a Mercedes-Benz Arena (a VfB Stuttgart otthona), a Red Bull Arena (az RB Leipzig otthona) és a Volkswagen Arena (a VfL Wolfsburg otthona). A játékba bekerült még a Groupama Stadion, a Ligue 1-ben szereplő Olympique Lyonnais otthona; a Red Bull Arena, a Major League Soccerben szereplő New York Red Bulls otthona; valamint az Atatürk Olimpiai Stadion, amely eredetileg a 2020-as UEFA Bajnokok Ligája-döntőnek adott volna otthont, mielőtt a helyszínt a COVID-19 járvány miatt Lisszabonra változtatták. A 2020-as Copa Libertadores márciusi kiírásakor 2 új stadiont adtak hozzá. Az argentin klub Club Atlético Independiente stadionja, az Estadio Libertadores de América, valamint az argentin klub Racing Club de Avellaneda stadionja, az Estadio Presidente Juan Domingo Perón lett elérhető.

## Kiadás

### Demo/EA Access
A FIFA 20 demó 2019. szeptember 10-én jelent meg, és 6 játszható csapatot tartalmaz, amelyekkel az UEFA Bajnokok Ligája kick-off módban játszhatsz – Borussia Dortmund, Liverpool, Chelsea, Paris Saint-Germain, Tottenham Hotspur és Real Madrid, valamint az új VOLTA Football mód demóját. A demó PS4-re, Xbox One-ra és PC-re érhető el.
A játék 2019. szeptember 24-én jelent meg az EA Access előfizetésen keresztül, amely egy 10 órás ingyenes próbaverziót is kínál.

### Borítók
A FIFA 20-ban minden regionális kiadásban három címlapsztár szerepel. A Real Madrid szélsője, Eden Hazard lett a Regular Edition új címlapsztárja, a Liverpool védője, Virgil van Dijk pedig a Champions Edition címlapján szerepel. A Real Madrid korábbi középpályása és menedzsere, Zinedine Zidane később az Ultimate Edition címlapsztárja lett.

### Legacy Edition
Míg az Xbox One, a PS4 és a PC-s verzió az összes új funkciót tartalmazza, a Nintendo Switch verzió Legacy Edition címen jelent meg, frissített készletekkel, játékoskeretekkel és kisebb frissítésekkel, de az új VOLTA Football mód és a többi új funkció nélkülk. A FIFA 20 nem jelent meg Xbox 360-ra és PlayStation 3-ra, így a FIFA 19 a sorozat utolsó játéka, amely ezekre a platformokra jelent meg.

## Fogadtatás
| Összegzőoldal | Értékelés                                      |
| ------------- | ---------------------------------------------- |
| Metacritic    | NS: 43/100 PC: 72/100 PS4: 79/100 XONE: 79/100 |

| Szerző        | Értékelés |
| ------------- | --------- |
| Game Informer | 7.5/10    |
| GameSpot      | 8/10      |
| IGN           | 7.8/10    |
| Nintendo Life | [ 46 ]    |
| Push Square   | 6/10      |

A FIFA 20 a játék PS4 és Xbox One verziójára "általában kedvező" értékeléseket kapott a kritikusoktól, míg a Nintendo Switch verziója "általában kedvezőtlen" értékeléseket kapott a kritikusoktól a Metacritic kritika-összesítő szerint.
Annak ellenére, hogy a játékmód néhány funkcióját megváltoztatták, a megjelenéskor a játék karrier módját kritizálták, mert tele volt hibákkal, például a számítógép által irányított ellenfél menedzserei szokatlanul gyenge csapatokat választottak, a játékosok látszólag véletlenszerűen változtatták a pozíciójukat, és megmagyarázhatatlan értékelési változások történtek. A kritikákat úgy jellemezték, mint "olyan problémákat, amelyek a realizmusra való törekvést egy kicsit viccessé teszik, vagy teljesen tönkreteszik a játékot", és azt állították, hogy az EA megpróbálja elfedni vagy lekicsinyelni a játék hibáit. A "#FixCareerMode" hashtag több napon keresztül trendelt a Twitteren az Egyesült Királyságban, a rajongók pedig azt remélték, hogy felhívják a figyelmet a játékmóddal kapcsolatos problémákra. 2019. október 16-án az EA válaszul egy új patchet adott ki a játékhoz, amely különböző, a hírek szerint jelenlévő problémákat orvosolt.
A Bleacher Report újbóli értékelésében (eredetileg 7,5/10-es értékelést adott a játéknak) a játékot "védekező unaloműzőnek" nevezte, és a játékot frusztrálónak és kiegyensúlyozatlannak kritizálta; szerverproblémákra, frusztráló játékmechanizmusokra hivatkozva, mint például a játékosok közötti lassú kommunikáció és az AI védekező mechanika túlhatalma (ezt a kritikát több játékos is osztotta online), valamint a népszerű "Ultimate Team" módban a "szórakoztató kihívások és jutalmak" általános hiánya. A Bleacher Report ezután 6/10-es frissített pontszámot adott. Ezt a véleményt osztotta a korábbi világelső FIFA-játékos, 'Fnatic Tekzz' is, aki egy profi eseményen azt mondta: "Senki sem élvezi, hogy játszhat vele".
A játék Nintendo Switch-verzióját azért kritizálták, mert Legacy Edition címen jelent meg; ez a jelző a játék azon változataira vonatkozik, amelyekben csak a szerelések, a játékoskeretek és a stadionok vannak frissítve a játék előző kiadásához képest.
Sok profi játékos az interneten széles körben kritizálta a FIFA 20-at, mint a franchise történetének egyik legfrusztrálóbb kiadását, hivatkozva a nehézkes játékmenetre, a dinamikus nehézségre és az egyensúlyozási problémákra. A játékosok azt is kritizálták, hogy a népszerű "Ultimate Team" egy "pay-to-play" modellt alkalmaz, hivatkozva az Electronic Arts által tett lépésekre, hogy a játékot barátságosabbá tegyék az e-sport versenyek számára. 2019 október elején jelentették, hogy egyes játékosok személyes adatai más játékosok számára is hozzáférhetővé váltak. Egyes játékosok akik a Fifa 20 Global Series-re regisztráltak, egy kitöltött regisztrációs űrlapon mások adatait találták. A hiba miatt a játékosok e-mail címei és születési dátumai kerültek nyilvánosságra. Az EA szerint a probléma körülbelül 1600 embert érintett.

### Díjak
| Év   | Díj                               | Kategória                             | Hivatkozás    | Eredmény |
| ---- | --------------------------------- | ------------------------------------- | ------------- | -------- |
| 2019 | Gamescom                          | Legjobb sportjáték                    | [ 56 ]        | Jelölve  |
| 2019 | 2019-es Golden Joystick-díjak     | Legjobb többjátékos játék             | [ 57 ]        | Jelölve  |
| 2019 | Titanium Awards                   | Legjobb sport/versenyjáték            | [ 58 ]        | Jelölve  |
| 2019 | The Game Awards 2019              | Legjobb sport/versenyjáték            | [ 59 ]        | Jelölve  |
| 2020 | Guild of Music Supervisors Awards | Legjobb zenei aláfestés videojátékban | [ 60 ] [ 61 ] | Elnyerte |
| 2020 | 23. éves DICE Awards              | Az év sportjátéka                     | [ 62 ] [ 63 ] | Elnyerte |
| 2020 | NAVGTR Awards                     | Játék, Franchise Sport                | [ 64 ]        | Jelölve  |

## Fordítás
Ez a szócikk részben vagy egészben  a   FIFA 20 című angol Wikipédia-szócikk ezen változatának fordításán alapul.  Az eredeti cikk szerkesztőit annak laptörténete sorolja fel. Ez a jelzés csupán a megfogalmazás eredetét és a szerzői jogokat jelzi, nem szolgál a cikkben szereplő információk forrásmegjelöléseként.